# ゼイ・マイト・ビー・ジャイアンツ
ゼイ・マイト・ビー・ジャイアンツ (They Might Be Giants、略「TMBG」及び「ゼイマイト」)は、アメリカのロック・バンドである。メンバーはジョン・リネル (John Linnell) とジョン・フランズバーグ (John Flansburgh)。1982年、ニューヨークのブルックリンにて結成。個性的でポップな音楽と、ユーモアあふれる歌詞で知られているゼイ・マイト・ビー・ジャイアンツは、20年以上の活動を経て、とても忠実なファン層を広げている。

## ディスコグラフィ

### スタジオ・アルバム
- 『ゼイ・マイト・ビー・ジャイアンツ』 - They Might Be Giants (1986年)
- 『リンカーン』 - Lincoln (1988年)
- 『フラッド』 - Flood (1990年)
- 『アポロ18号』 - Apollo 18 (1992年)
- 『ジョン・ヘンリー』 - John Henry (1994年)
- 『ファクトリー・ショールーム』 - Factory Showroom (1996年)
- Long Tall Weekend (1999年)
- 『ミンク・カー』 - Mink Car (2001年)
- No! (2002年)
- The Spine (2004年)
- Here Come the ABCs (2005年)
- 『ジ・エルス』 - The Else (2007年)
- Here Come the 123s (2008年)
- Here Comes Science (2009年)
- Join Us (2011年)
- 『NANOBOTS』 - Nanobots (2013年)
- Glean (2015年)
- Why? (2015年)
- Phone Power (2016年)
- I Like Fun (2018年)
- My Murdered Remains (2018年)
- The Escape Team (2018年)
- BOOK (2021年)

### ライブ・アルバム
- 『シビア・タイヤ・ダメージ』 - Severe Tire Damage (1998年)
- Live (1999年)
- The Spine Hits the Road (2004年)
- Almanac (2004年)
- 『ヴェニュー・ソングス』 - Venue Songs (2004年)
- At Large (2012年)
- First Album Live! (2014年)
- Flood Live In Australia (2015年)
- Live In Brooklyn (2016年)
- TMBG Live 2018 (2018年)

### コンピレーション・アルバム
- 『ヨセアツメッティー』 - Miscellaneous T (1991年)
- 『ベスト・オブ・アーリー・イヤーズ』 - Best of the Early Years (1999年)
- They Got Lost (2002年)
- Dial-A-Song: 20 Years of (2002年)
- A User's Guide to They Might Be Giants (2005年)
- Album Raises New And Troubling Questions (2011年)
- 『IDLEWILD』 - Idlewild (2014年)
- 50,000,000 They Might Be Giants Songs Can't Be Wrong (2015年)